# SK Frigg

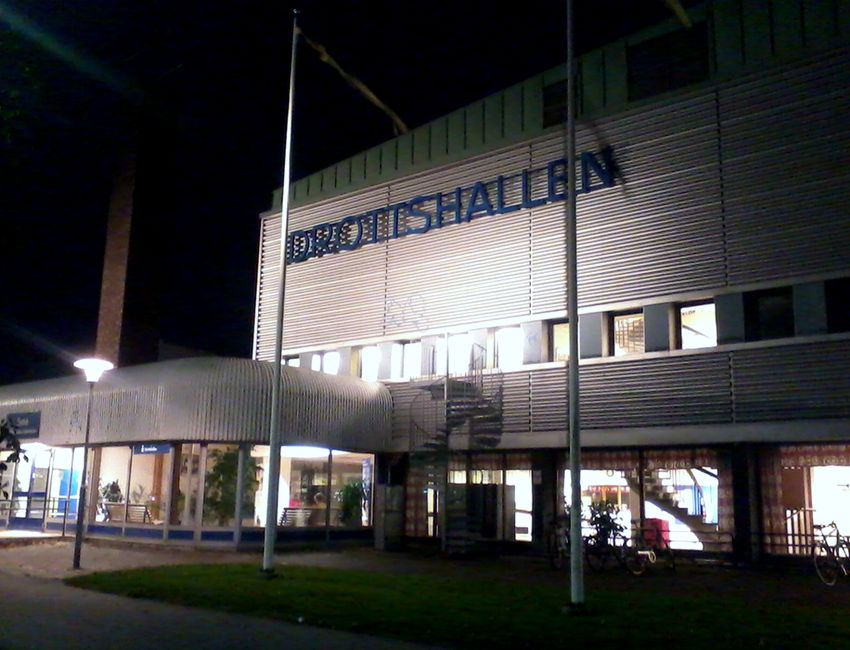
SK Friggs hemmaplan, Karlskrona Idrottshall

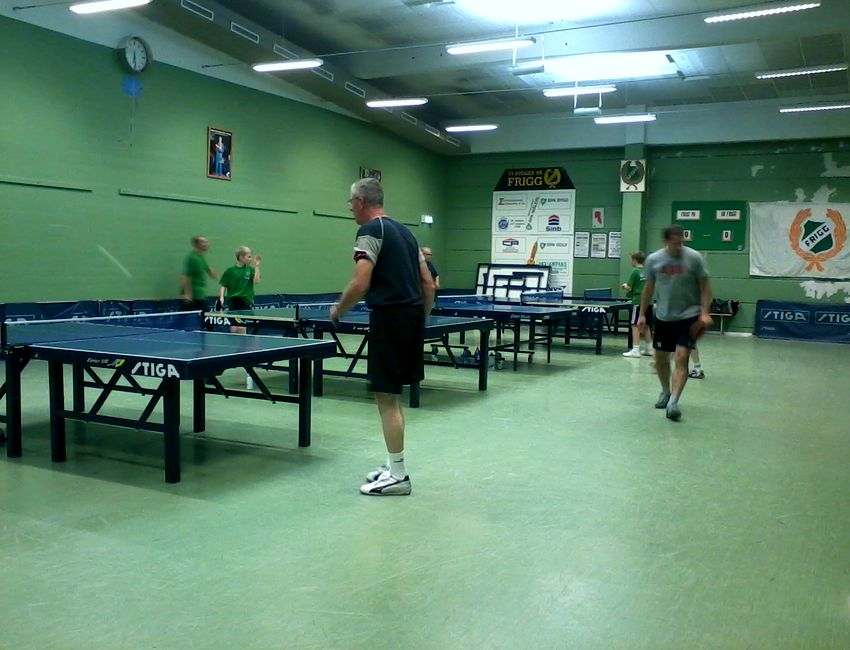
SK Frigg spelar en bordtennismatch i B-hallen i Karlskrona Idrottshall

SK Frigg (Sportklubben Frigg) är en bordtennisklubb från Karlskrona grundad den 31 juli 1943. Hemmaplan är Karlskrona idrottshall.

## Historia
Klubben startades av Bert Svanstein och Härvid Gyllsdorff som Kamratklubben Frigg den 31 juli 1943 i den förste ordföranden Bert Svansteins föräldrahem på Ronnebygatan i Karlskrona. Namnet Frigg kom av isbrytaren Frigg. I september första året hyrde man en lokal på Östra Köpmansgatan. Man snickrade ihop ett bordtennisbord och den 27 oktober vanns första bordtennismatchen med 3-2 mot IFK Karlskrona.
I början, före organiserat nationellt seriespel anordnades inom svensk bordtennis, arrangerade Frigg lokala klubbtävlingar och klubbmästerskap. Under klubbens första säsong, 1943-1944, deltog 17 spelare i en klubbserie. Året därpå bildades en fusion med IK Patria och flera andra idrottare och ledare tillfördes till klubben. Ungefär samtidigt upphörde BTK Olympia, och flera bordtennisspelare gick till Frigg. I seriespelet nådde man två andraplaceringar säsongerna 1945/1946 och 1946/1947 i Division 3, och klubben flyttades upp till Division 2. 1950 blev Friggs damlag distriktsmästare. 1951 fick Frigg  besök av danska klubben Kolding IF från Jylland i Danmark, och senare besökte Frigg även Kolding IF.
1955 gav klubben ut sitt första nummer av klubbtidningen 'Friggaren'. Under 1950-talet byggdes ekonomin upp av lotterier, som bland en tombolakiosk i Hoglands park. Efter flera lokalbyten flyttade klubben 1959 in i lokalerna i Berggården, belägna i ett skyddsrum nedsprängt i berget vid Amiralitetsgatan nära bowlinghallen. I sin lokal fick man bland annat besök av japanske bordtennisvärldsmästaren Ichiro Ogimura, som även var svensk landslagstränare.
Klubben har under åren även arrangerat många stora bordtennisevenemang, som landskamper, internationella tävlingar och mästerskapstävlingar. Den kända Karlskronakannan började spelas 1955 och arrangerades i cirka 40 år.
I mars 1969 kvalificerade sig herrarnas A-lag för Allsvenskan i bordtennis. Väl där vann klubben 27 individuella matcher, men åkte ur serien första säsongen och därefter har man spelat i Division 2, 3 och 4. Säsongen 2008/2009 slutade man tvåa i division 4 och gick upp i division 3. Säsongen 2009/2010 ledde laget division 3 efter mer än halva säsongen, och slutade trea, en poäng efter serietvåan.
Under 2000-talet blommade ungdomsverksamheten återigen upp på nytt, och år 2000 gick klubben till kvartsfinal i svenska juniormästerskapet. Några år senare kom tränaren Hans Thalin in i verksamheten. SK Frigg vann lag-distriktsmästerskapet för herrseniorer den 10 december 2009, och bröt en nästan 30-årig dominans av Lyckeby BTK. Tävlingarna började spelas 1939, och SK Frigg hade tidigare vunnit 1945 och 1954. 2010 förlorade SK Frigg mot Lyckeby BTK i distriktsmästerskapsfinalerna för både herrseniorer och herrjuniorer.

### Sommarläger
Klubben har arrangerat flera sommarläger, det första gick 1977 till Havdhem på Gotland. Året därpå höll man till i Vig i Danmark. 1981 for man åter till Danmark, närmare bestämt till Hirtshals. Man har också varit i Åtvidaberg. 2010 hade klubben två läger på hemmaplan och 2011 hade klubben ett läger på hemmaplan och ett i Jämjö.

### Gamla friggare
Klubben har också en så kallad "stödförening" vid namn Gamla Friggare. Det återspeglar inte medlemmarnas ålder utan visar bara på ett långvarigt engagemang för en livaktig förening.

### Andra grenar
Förutom bordtennis har klubben även bedrivit handboll (fram till mitten av 1960-talet då man vann division 4) och fotboll. Klubben har också tävlat i schack, där en sektion bildades 1950 och klubben deltog i två serier.

### Fotnoter
1. ↑  ”SK Frigg - Bordtennis”. Arkiverad från originalet den 6 november 2015. https://web.archive.org/web/20151106235146/http://www3.idrottonline.se/SKFrigg-Bordtennis/. Läst 11 juni 2011.
2. ↑  Arne Andersson (1963). Sportklubben Frigg Karlskrona Jubileumsskrift 1943 - 1963.
3. ↑  Hans-Lennart Nilsson (1983). SK Frigg 40 år 1943 31/7 - 1983.
4. ↑  Tomas Pärlklo (1993). Sportklubben Frigg Karlskrona 50 år 1943 - 1993.
5. ↑  Bert Svanstein (2003). En 60-årig bildkavalkad SK Frigg 1943 - 2003.